# ミュージカル・テニスの王子様2ndシーズン
ミュージカル『テニスの王子様』2ndシーズン（ミュージカル・テニスのおうじさまセカンドシーズン）は、週刊少年ジャンプ（集英社刊）にて連載された許斐剛による少年漫画『テニスの王子様』を舞台化したミュージカル（通称・テニミュ）。ミュージカル『テニスの王子様』を基に新たに行われた。

## 概要
ミュージカル『テニスの王子様』を基にし、2011年1月の「青学vs不動峰」公演より約4年をかけて、2014年の9月の「青学vs立海」公演で本公演は終了。同年11月の「Dream Live 2014」にて、2ndシーズンの全公演が幕を閉じた。2015年より、ミュージカル『テニスの王子様』3rdシーズンが開幕。
脚色・演出は1stシーズンで演出助手であった井関佳子が担当。振付は1stシーズン後半より加わった本山新之助一人になり、今まで振付担当であった上島雪夫はスーパーバイザーとして携わった。音楽は佐橋俊彦、歌詞は三ツ矢雄二が引き続き担当。
主催はテニミュ製作委員会 になり製作委員会方式になった。また、有料会員制のオフィシャル応援団「テニミュ サポーターズクラブ」を新たに立ち上げた。

## 公演リスト
ミュージカル『テニスの王子様』青学vs不動峰
2011年1月5日 - 2月11日 JCBホール 他
ミュージカル『テニスの王子様』青学vs聖ルドルフ・山吹
2011年4月8日 - 5月15日 JCBホール 他
ミュージカル『テニスの王子様』青学vs氷帝
2011年7月15日 - 9月24日 JCBホール 他
ミュージカル『テニスの王子様』Dream Live 2011
2011年11月5日 - 6日・11月12日 - 13日 神戸ワールド記念ホール 他
ミュージカル『テニスの王子様』青学vs六角
2011年12月17日 - 2012年2月12日 日本青年館 他
ミュージカル『テニスの王子様』春の大運動会 2012
2012年5月13日 有明コロシアム
ミュージカル『テニスの王子様』テニミュ映画祭
2012年5月19日 - 6月15日 新宿バルト9 他
ミュージカル『テニスの王子様』青学vs立海
2012年7月13日 - 9月23日 TOKYO DOME CITY HALL 他
ミュージカル『テニスの王子様』コンサート SEIGAKU Farewell Party
2012年10月11日 - 14日 TOKYO DOME CITY HALL
ミュージカル『テニスの王子様』青学vs比嘉
2012年12月20日 - 2013年2月17日 日本青年館 他
ミュージカル『テニスの王子様』Dream Live 2013
2013年4月27日 - 29日・5月3日 - 5日 横浜アリーナ 他
ミュージカル『テニスの王子様』全国大会 青学vs氷帝
2013年7月11日 - 9月29日 TOKYO DOME CITY HALL 他
ミュージカル『テニスの王子様』テニミュ映画祭2013
2013年10月5日 - 25日 新宿ピカデリー 他
ミュージカル『テニスの王子様』青学vs四天宝寺
2013年12月19日 - 2014年3月2日 日本青年館 他
ミュージカル『テニスの王子様』春の大運動会 2014
2014年4月26日 横浜アリーナ
ミュージカル『テニスの王子様』全国大会 青学vs立海
2014年7月12日 - 9月28日 TOKYO DOME CITY HALL 他
ミュージカル『テニスの王子様』テニミュ映画祭2014
2014年10月18日 - 31日 新宿ピカデリー 他
ミュージカル『テニスの王子様』Dream Live 2014
2014年11月15日 - 16日・11月22日 - 24日 さいたまスーパーアリーナ 他

## キャスト

### 青春学園キャスト

#### 青学6代目キャスト
出演期間：青学vs不動峰 - SEIGAKU Farewell Party
- 越前リョーマ - 小越勇輝
- 手塚国光 - 和田琢磨
- 大石秀一郎 - 平牧仁
- 不二周助 - 三津谷亮
- 菊丸英二 - 小関裕太
- 乾貞治 - 輝馬
- 河村隆 - 矢口空
- 桃城武 - 上鶴徹
- 海堂薫 - 池岡亮介
- 堀尾聡史 - 桝井賢斗
- 加藤勝郎 - 大平峻也
- 水野カツオ - 大野瑞生[注釈 1]

#### 青学7代目キャスト
出演期間：SEIGAKU Farewell Party - Dream Live 2014
- 越前リョーマ - 小越勇輝
- 手塚国光 - 多和田秀弥
- 大石秀一郎 - 山本一慶
- 不二周助 - 矢田悠祐
- 菊丸英二 - 黒羽麻璃央
- 乾貞治 - 稲垣成弥
- 河村隆 - 章平
- 桃城武 - 石渡真修
- 海堂薫 - 木村達成

出演期間：青学vs比嘉 - Dream Live 2014
- 堀尾聡史 - 岩義人[注釈 2]
- 加藤勝郎 - 三井理陽[注釈 2]
- 水野カツオ - 小林瑞紀[注釈 2]

### 他校キャスト

#### 不動峰
- 橘桔平 - 上田悠介
- 伊武深司 - 岡崎和寛
- 神尾アキラ - 平埜生成
- 石田鉄 - 高樹京士郎
- 桜井雅也 - 髙橋郁哉
- 内村京介 - 加藤真央
- 森辰徳 - 近江陽一郎

#### 聖ルドルフ
- 観月はじめ - 小林豊
- 不二裕太 - 小西成弥
- 赤澤吉朗 - 猪塚健太
- 金田一郎 - 大久保祥太郎
- 木更津淳 - 廣瀬大介
- 柳沢慎也 - 陳内将

#### 山吹
- 千石清純 - 聖也
- 南健太郎 - 早乙女じょうじ
- 東方雅美 - 寺山武志
- 壇太一 - 柾木玲弥
- 室町十次 - 小野賢章
- 亜久津仁 - 岸本卓也

#### 氷帝
- 跡部景吾 - 青木玄徳 / 小沼将太
- 忍足侑士 - 菊池卓也
- 向日岳人 - 志尊淳[注釈 3]
- 宍戸亮 - 桑野晃輔
- 芥川慈郎 - 赤澤燈[注釈 3]
- 滝萩之介 - 西島顕人[注釈 3]
- 樺地崇弘 - 古家広之
- 鳳長太郎 - 白洲迅[注釈 3]
- 日吉若 - 伊勢大貴[注釈 3]

#### 六角
- 葵剣太郎 - 吉田大輝
- 佐伯虎次郎 - 内海大輔
- 黒羽春風 - 本川翔太
- 天根ヒカル - 木村敦
- 樹希彦 - 橋本真一
- 木更津亮 - 廣瀬大介

#### 立海
- 真田弦一郎 - 小笠原健
- 幸村精市 -  神永圭佑
- 柳蓮二 - 水石亜飛夢
- 柳生比呂士 - 味方良介
- 仁王雅治 - 久保田秀敏
- 丸井ブン太 - 安川純平[1]
- ジャッカル桑原 - 塩田康平
- 切原赤也 - 原嶋元久

#### 比嘉
- 木手永四郎 - 土井一海
- 甲斐裕次郎 - 荒牧慶彦
- 平古場凛 - 染谷俊之
- 知念寛 - 吉岡佑
- 田仁志慧 - 友常勇気

#### 四天宝寺
- 白石蔵ノ介 - 安西慎太郎
- 千歳千里 - 東啓介
- 金色小春 - 福島海太
- 一氏ユウジ - 杉江大志
- 忍足謙也 - 碕理人
- 石田銀 - 山内圭輔
- 財前光 - 佐藤流司
- 遠山金太郎 - 松岡広大
- 渡邊オサム - 君沢ユウキ

### その他
- 越前南次郎 - 本山新之助 / 森山栄治 / 上島雪夫[注釈 4]

## 主なスタッフ
- 主催 - テニミュ製作委員会
- 脚色 - 井関佳子
- 演出 - 井関佳子 / 上島雪夫
- 作曲 - 佐橋俊彦
- 楽曲作詞 - 三ツ矢雄二
- 脚本 - 三井秀樹
- 振付 - 本山新之助 / 上島雪夫

## ディスコグラフィ

### 公演DVD
| タイトル                                              | 発売日         | 規格品番   |
| ----------------------------------------------------- | -------------- | ---------- |
| ミュージカル『テニスの王子様』 青学vs不動峰           | 2011年4月30日  | MJBD-70981 |
| ミュージカル『テニスの王子様』 青学vs聖ルドルフ・山吹 | 2011年7月30日  | MJBD-70994 |
| ミュージカル『テニスの王子様』 青学vs氷帝             | 2011年12月9日  | MJBD-72021 |
| ミュージカル『テニスの王子様』 青学vs六角             | 2012年6月2日   | MJBD-72038 |
| ミュージカル『テニスの王子様』 青学vs立海             | 2012年12月28日 | MJBD-72058 |
| ミュージカル『テニスの王子様』 青学vs比嘉             | 2013年5月24日  | MJBD-72067 |
| ミュージカル『テニスの王子様』 全国大会 青学vs氷帝    | 2013年12月11日 | MJBD-72079 |
| ミュージカル『テニスの王子様』 青学vs四天宝寺         | 2014年5月28日  | MJBD-72088 |
| ミュージカル『テニスの王子様』 全国大会 青学vs立海    | 2014年12月26日 | MJBD-72095 |

### コンサートDVD
| タイトル | 発売日        | 規格品番   |
| --- | ------------- | ---------- |
| ミュージカル『テニスの王子様』コンサート Dream Live 2011                                                     | 2012年2月9日  | MJBD-72030 |
| ミュージカル『テニスの王子様』コンサート SEIGAKU Farewell Party                                              | 2013年2月8日  | MJBD-72061 |
| ミュージカル『テニスの王子様』 10周年記念コンサート Dream Live 2013 ～The 10th anniversary Special Edition～ | 2013年8月7日  | MJBD-72075 |
| ミュージカル『テニスの王子様』 記念コンサート Dream Live 2014                                                | 2015年2月27日 | MJBD-72096 |

### TEAM COLLECTION DVD
| タイトル                                                  | 発売日        | 規格品番   |
| --------------------------------------------------------- | ------------- | ---------- |
| ミュージカル『テニスの王子様』 TEAM COLLECTION 不動峰     | 2012年3月9日  | MJBD-72039 |
| ミュージカル『テニスの王子様』 TEAM COLLECTION 聖ルドルフ | 2012年4月6日  | MJBD-72040 |
| ミュージカル『テニスの王子様』 TEAM COLLECTION 山吹       | 2012年5月11日 | MJBD-72041 |
| ミュージカル『テニスの王子様』 TEAM COLLECTION 氷帝       | 2012年9月7日  | MJBD-72047 |
| ミュージカル『テニスの王子様』 TEAM COLLECTION 青学6代目  | 2013年3月15日 | MJBD-72064 |
| ミュージカル『テニスの王子様』 TEAM COLLECTION 六角       | 2013年9月19日 | MJBD-72077 |
| ミュージカル『テニスの王子様』 TEAM COLLECTION 立海       | 2013年10月5日 | MJBD-72077 |
| ミュージカル『テニスの王子様』 TEAM COLLECTION 比嘉       | 2014年2月7日  | MJBD-72081 |
| ミュージカル『テニスの王子様』 TEAM COLLECTION 青学7代目  | 2015年4月16日 | MJBD-72090 |
| ミュージカル『テニスの王子様』 TEAM COLLECTION 四天宝寺   | 2015年5月1日  | MJBD-72090 |

### Special DVD
| タイトル                                                       | 発売日         | 規格品番   |
| -------------------------------------------------------------- | -------------- | ---------- |
| ミュージカル『テニスの王子様』 2nd Season THE BEGINNING        | 2011年11月4日  | MJBD-70980 |
| ミュージカル『テニスの王子様』 2nd Season THE BACKSTAGE Scene1 | 2011年11月4日  | MJBD-72023 |
| ミュージカル『テニスの王子様』 春の大運動会 2012               | 2012年10月5日  | MJBD-72046 |
| ミュージカル『テニスの王子様』 PV COLLECTION                   | 2012年11月30日 | MJBD-72059 |
| ミュージカル『テニスの王子様』 2nd Season THE BACKSTAGE Scene2 | 2013年4月5日   | MJBD-72062 |
| ミュージカル『テニスの王子様』 PV COLLECTION vol.2             | 2014年1月17日  | MJBD-72078 |
| ミュージカル『テニスの王子様』 2nd Season THE BACKSTAGE Scene3 | 2014年3月2日   | MJBD-72080 |
| ミュージカル『テニスの王子様』 春の大運動会 2014               | 2014年8月6日   | MJBD-72094 |
| ミュージカル『テニスの王子様』 PV COLLECTION vol.3             | 2015年1月23日  | MJBD-72097 |
| ミュージカル『テニスの王子様』 2nd Season THE BACKSTAGE Scene4 | 2015年3月31日  | MJBD-72098 |

### 公演CD
| タイトル                                              | 発売日         | 規格品番      |
| ----------------------------------------------------- | -------------- | ------------- |
| ミュージカル『テニスの王子様』 青学vs不動峰           | 2011年04月21日 | NECA-30271    |
| ミュージカル『テニスの王子様』 青学vs聖ルドルフ・山吹 | 2011年07月13日 | NECA-30272    |
| ミュージカル『テニスの王子様』 青学vs氷帝             | 2011年11月30日 | NECA-30275    |
| ミュージカル『テニスの王子様』 青学vs六角             | 2012年5月23日  | NECA-30282    |
| ミュージカル『テニスの王子様』 青学vs立海             | 2012年12月26日 | NECA-30291〜2 |
| ミュージカル『テニスの王子様』 青学vs比嘉             | 2013年5月22日  | NECA-30293    |
| ミュージカル『テニスの王子様』 全国大会 青学vs氷帝    | 2013年12月11日 | NECA-30302    |
| ミュージカル『テニスの王子様』 青学vs四天宝寺         | 2014年5月28日  | NECA-30312    |
| ミュージカル『テニスの王子様』 全国大会 青学vs立海    | 2015年1月1日   | NECA-30317〜8 |

### コンサートCD
| タイトル                                                            | 発売日        | 規格品番        |
| ------------------------------------------------------------------- | ------------- | --------------- |
| ミュージカル『テニスの王子様』コンサート Dream Live 2011            | 2012年2月22日 | NECA-30279～80  |
| ミュージカル『テニスの王子様』コンサート SEIGAKU Farewell Party     | 2013年2月6日  | NECA-30295〜6   |
| ミュージカル『テニスの王子様』 10周年記念コンサート Dream Live 2013 | 2013年8月7日  | NECM-30299～300 |
| ミュージカル『テニスの王子様』コンサート Dream Live 2014            | 2015年3月4日  | NECA-30319〜20  |

### シングルCD
| タイトル                                                                             | 発売日        | 規格品番      |
| ------------------------------------------------------------------------------------ | ------------- | ------------- |
| 「Jumping up！High touch！」 DVD付初回生産限定版 【typeA】 (全員ver. vs 青学ver. 他) | 2011年9月28日 | NECM-10160    |
| 「Jumping up！High touch！」 通常盤 【typeB】 (全員ver. vs 不動峰ver. 他)            | 2011年9月28日 | NECM-10161    |
| 「Jumping up！High touch！」 通常盤 【typeC】 (全員ver. vs 聖ルドルフ・山吹ver.他)   | 2011年9月28日 | NECM-10162    |
| 「Jumping up！High touch！」 通常盤 【typeD】 (全員ver. vs 氷帝ver. 他)              | 2011年9月28日 | NECM-10163    |
| WE ARE ALWAYS TOGETHER TYPE A                                                        | 2013年4月24日 | NEZM-90001～2 |
| WE ARE ALWAYS TOGETHER TYPE B                                                        | 2013年4月24日 | NEZM-90003～4 |

### PHOTOBOOK
- ミュージカル『テニスの王子様』2nd Season Memories 81smiles